# Sliedrecht Sport (maschile)
Lo Sliedrecht Sport è una società pallavolistica maschile olandese, con sede a Sliedrecht: milita nel campionato olandese di Eredivisie.

## Rosa 2024-2025
| N° | Nome               | Ruolo | Data di nascita   | Nazionalità sportiva |
| -- | ------------------ | ----- | ----------------- | -------------------- |
| 1  | Daan Haanappel     | P     | 29 settembre 1998 | Paesi Bassi          |
| 2  | Rick van der Sluis | P     | 1999              | Paesi Bassi          |
| 5  | Mart de Groot      | L     | 11 ottobre 2002   | Paesi Bassi          |
| 6  | Luuk de Groot      | S     | 1º dicembre 2004  | Paesi Bassi          |
| 7  | Youri Ebbelaar     | S     | 21 ottobre 2003   | Paesi Bassi          |
| 8  | Duco Krook         | C     | 18 gennaio 1996   | Paesi Bassi          |
| 9  | Jasper Bouter      | S     | 27 dicembre 1996  | Paesi Bassi          |
| 10 | Jesper van Muijden | C     | 13 febbraio 2001  | Paesi Bassi          |
| 11 | Raygid Isenia      | C     | 26 novembre 1991  | Aruba                |
| 12 | Jacob Krijnsen     | C     | 7 luglio 2003     | Paesi Bassi          |
| 14 | Thijmen Heemskerk  | O     | 24 giugno 1998    | Paesi Bassi          |
| 15 | Tom van Reeuwijk   | O     | 17 settembre 1996 | Paesi Bassi          |